# 宮城県大河原産業高等学校川崎校
宮城県大河原産業高等学校川崎校（みやぎけん おおがわらさんぎょうこうとうがっこう かわさきこう）は、宮城県柴田郡川崎町にある県立高等学校。
宮城県大河原町に存在していた宮城県柴田農林高等学校と宮城県大河原商業高等学校を再編統合して2023年に開校した宮城県大河原産業高等学校に合わせて校名が変更された。変更前の校名は宮城県柴田農林高等学校川崎校（みやぎけんしばたのうりんこうとうがっこうかわさきこう）および宮城県柴田農林高等学校川崎分校（みやぎけんしばたのうりんこうとうがっこうかわさきぶんこう）。このページでは旧名時代も含めて扱う。
略称は「川高」・「川校」（かわこう）。宮城県柴田農林高等学校川崎校になる頃から独立した高校にする事をねらっての呼び名。更に旧名である宮城県柴田農林高等学校川崎分校時代に卒業していた卒業生などは「川分」（かわぶん）と言っていた時期もある。

## 概要
宮城県の県立高校の分校の中では唯一全日制課程の分校となっている
（2009年3月に宮城農業高校秋保校と黒川高校大郷校が閉校となったため）。
2016年度より、宮城県立支援学校岩沼高等学園の分校である、川崎キャンパスが併設されている。

## 設置学科
- 全日制課程
  - 普通科

## 沿革
- 1948年（昭和23年）- 宮城県柴田農林高等学校川崎分校として設置・開校
- 1964年（昭和39年）4月 - 定時制農業科を全日制普通科に転換[1]
- 1965年（昭和40年）5月 - 旧校舎の増築が完成[1]
- 1966年（昭和41年）3月 - 旧東校舎の増築が完成[1]
- 1967年（昭和42年）8月 - 軟式野球部が全国大会に出場[1]
- 1967年（昭和42年）3月 - 定時制農業科閉科
- 1995年（平成7年）7月 - 宮城県柴田農林高等学校川崎校に校名改称[1]
- 1997年（平成9年）4月 - 現校舎が完成[1]
- 1997年（平成9年）4月 - 現校舎使用開始
- 2016年（平成28年）4月1日 - 校舎内に宮城県立支援学校岩沼高等学園川崎キャンパスを併設
- 2025年（令和7年）4月 - 宮城県柴田農林高等学校閉校に伴い、宮城県大河原産業高等学校川崎校に改称

## 所在地
- 宮城県柴田郡川崎町前川字北原25番地

## アクセス
- 宮城交通 川崎-仙台駅前・ミヤコーバス 川崎-大河原駅「高校分校前」下車
- かわさき町民バス「川崎」下車 徒歩2分
- タケヤ交通 仙台西部ライナー「かわさきまち」下車 徒歩18分
- 山形自動車道 宮城川崎インターチェンジ より車で2分